# パラジウム(II)アセチルアセトナート
パラジウム(II)アセチルアセトナート（英語: palladium acetylacetonate）は、化学式が Pd(C5H7O2)2 で表される化合物である。黄色の固体で、もっとも一般的なアセチルアセトナートのパラジウム錯体である。市販されており、有機合成における触媒の前駆体として使われる。理想的なD2h対称を持つ比較的平面的な分子である。